# Waldyr de Oliveira
Waldir de Oliveira (São Paulo, 28 de dezembro de 1925 – Rio de Janeiro, 1 de janeiro de 2011) foi um ator e dublador brasileiro.
Também foi radioator nos anos de 1950, e em 1956 ganhou o Prêmio Roquete Pinto, um dos maiores prêmios artístico da época.
Foi casado com a também dubladora brasileira Nícia Soares, falecida em 1990, com quem teve 3 filhos: Sônia Regina, Waldir de Oliveira Filho, e Fatima Cristina de Oliveira, a caçula. Waldir faleceu em decorrência de complicações de uma pneumonia, aos 85 anos de idade. Nessa época, residia com a filha Fatima Cristina, e sua neta, Bruna Cristina, numa comunidade no bairro de Vargem Grande no Rio de Janeiro, onde residiu por 10 anos.